# Sillamäe
Sillamäe (lett. "Ponte della collina" in estone) è una città dell'Estonia nord-orientale, nella contea di Ida-Virumaa. Affacciata sul Golfo di Finlandia, conta una popolazione di circa 16.500 abitanti, in larga maggioranza di lingua ed etnia russe, in quanto costruita durante l'Occupazione sovietica delle repubbliche baltiche, periodo in cui era, al pari di Paldiski, una città chiusa e non visitabile poiché sito militare: ospitava impianti per la produzione di materiale nucleare.

## Geografia fisica
Sillamäe è una città della costa meridionale del Golfo di Finlandia, situata a 172 km ad est di Tallinn e a 25 km dalla frontiera russa.

## Storia
Dopo la seconda guerra mondiale, Sillamäe diventa un importante centro industriale dedicato alla produzione di materiale bellico destinato all'Unione sovietica. Inizialmente, l'area era destinata alla produzione di uranio dalla locale estrazione di argilla petrolifera. 
Ed è proprio durante il periodo di occupazione sovietica in Estonia, che Sillamäe diviene una città chiusa, alla stregua di Los Alamos negli Stati Uniti. L'accesso alla città era controllato e tutto quello che avveniva era strettamente tenuto segreto.
Sillamäe non appariva sulle mappe ufficiali, gli abitanti della città non potevano spostarsi senza preventiva autorizzazione e naturalmente tutta l'attività industriale era coperta da segreto militare.
Si dice che la prima bomba atomica sovietica sia stata creata dall'uranio estratto a Sillamäe, anche se la notizia non ha trovato riscontro da parte di esperti o documenti ufficiali.
In un primo momento, l'uranio veniva estratto nella stessa località, successivamente veniva importato da alcune località del Blocco Orientale, in particolar modo dalla Cecoslovacchia.
Nel 1982, inizia l'attività di reazione di elementi combustibili.
Nel dicembre 1989 i processi industriali con uranio sono fermati. L'impianto viene privatizzato nel 1997 e ridenominato "AS Silmet". Attualmente è impegnato nella lavorazione di metalli rari.
Si stima che la struttura, conosciuta anche come Impianto metallurgico Sillamäe, abbia prodotto durante i quaranta anni di attività più di 100.000 tonnellate di uranio per quasi 70.000 armi atomiche, operando in completa segretezza per alcuni decenni.

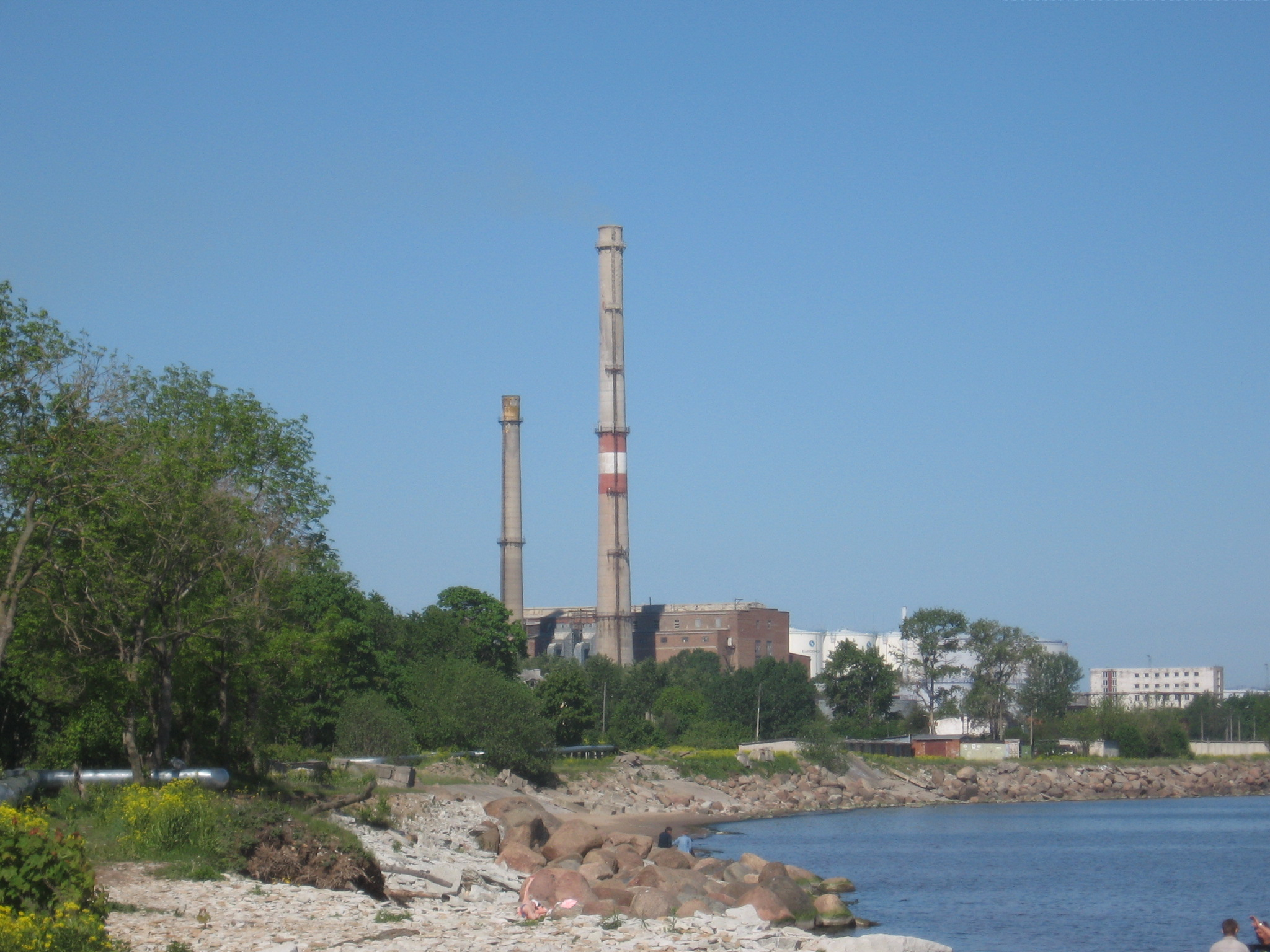
La stazione termoelettrica di Sillamäe

## Società

### Evoluzione demografica
| Anno | Abitanti |
| ---- | -------- |
| 1940 | 2.642    |
| 1965 | 9.838    |
| 1994 | 20.104   |
| 2004 | 16.806   |
| 2006 | 16.567   |

### Etnie
| Etnie      | Perc.% |
| ---------- | ------ |
| Estoni     | 5,0%   |
| Russi      | 85%    |
| Ucraini    | 3,0%   |
| Bielorussi | 2,8%   |
| Finlandesi | 1,0%   |
| altri      | 3,2%   |

## Geografia antropica

### Urbanistica
Il centro di Sillamäe è costruito durante l'epoca staliniana, negli anni quaranta e cinquanta. Ancora oggi le abitazioni, la loro architettura in stile neoclassico, con arricchimenti e simbologie comuniste, rispecchiamo lo stile d'impronta staliniana.

## Economia

### Industria
L'Unione Sovietica iniziò l'estrazione e produzione dell'uranio nella città segreta di Sillamäe nel 1947. Nel periodo 1947–1952, 270 000 tonnellate di Dictyonema Shale, un tipo particolare di argillite petrolifera e di scisto bituminoso, era estratta da un'area di 5 ettari lungo la scogliera di Türsamäe, vicino Sillamäe.
Lo procedura di selezione dell'uranio nella fabbrica metallurgica di Sillamäe era iniziata nel 1948. Si stima che l'uranio in forma elementare ottenuto dal concentrato prodotto dall'argilla petrolifera era pari 22,5 tonnellate.
Una raccolta molto piccola, meno dello 0.1%, a testimonianza di una tecnologia ancora primitiva e peraltro il risultato era che larga parte dell'uranio veniva lasciato nei rifiuti solidi industriali. Questa produzione talmente insufficiente che la fabbrica venne presto riconvertita alla produzione di altre materie prime necessarie alle attività atomiche.
Dal 1950 al 1977, l'uranio in forma di minerale, più di quattro milioni di tonnellate, era ottenuto dall'Asia centrale e dall'Europa dell'Est, prevalentemente dalla Cecoslovacchia e dalla Germania dell'Est. 
Una stima dell'uranio elementare nel concentrato U3O8 prodotto dagli impianti di Sillamäe era di circa 25 000 tonnellate.
Dal 1971 al 1989, le materie prime a base di uranio erano unicamente importate dopo aver ricevuto un pre-trattamento. Si calcola che l'uranio in forma elementare prodotto dal concentrato U3O8 sia stato pari a 74.000 tonnellate. Si debbono aggiungere, dal 1982 al 1989, altre 1350 tonnellate di UO2, contenenti una percentuale variabile del 40–80% di uranio, importate anch'esse in Estonia.
Nel 1970 era iniziato il lavoro con i derivati del processo di Loparite ottenuti dalla penisola di Kola. La Loparite è un concentrato di tantalio, niobio, ed altri metalli, che può produrre anche uranio e torio. Molti di questi componenti chimici sono tuttavia tossici e si trovano ancora a Sillamäe.
Documenti sovietici confiscati dalle autorità estoni nell'estate 1994 confermano che l'impianto di Sillamäe era uno dei sedici attivi in tutta l'Unione Sovietica per il processo di produzione di combustibile nucleare.  I documenti sono stati definiti "attendibili" dal Ministero Estone degli affari esteri.

#### Il deposito di scorie nucleari
Una grande quantità di minerali e concentrati sono finiti nelle scorie solidificate, depositate in una discarica presso Sillamäe, vicino alla costa del Golfo di Finlandia  Archiviato il 10 giugno 2007 in Internet Archive.
Nei primi anni di produzione, i residui industriali dell'argilla petrolifera erano addirittura stati gettati direttamente nel Mar Baltico. Il processo di raccolta dell'uranio si è interrotto a Sillamäe solo nel 1989.
La discarica radioattiva di Sillamäe contiene 6,3 milioni di tonnellate di scorie radioattive e tossiche, situate ad appena 500 metri ad ovest della fabbrica stessa e a circa 1200 metri a ovest delle aree residenziali di Sillamäe. 
La sua costruzione e riempimento è stata interessata da una serie di fasi.
Tre aree di discarica sono concentrate in una zona di un 1/3 di chilometro quadrato. Gli argini sono costruiti da sabbia e non esiste alcuna protezione al filtraggio delle sostanze nel mare.
Sono vari istituti internazionali, a denunciare il deposito come una fonte di grande pericolo per il Golfo di Finlandia. Una bomba ecologica per la quale nel 2000 è stato avviato un costoso progetto, a livello internazionale, per la sua messa in sicurezza.

### Turismo
Vicino alla cittadina, si trovano spiagge e due stazioni termali (Toila e Narva-Jõesuu), usate durante il periodo di occupazione sovietica dai membri del partito comunista e dai loro leader.

## Infrastrutture e trasporti

### Porti
Dal 2005, grazie a finanziamenti europei,  è stato aperto un porto marittimo a Sillamäe e dal 2006 ci sono collegamenti regolari fra Sillamäe e Kotka, in Finlandia.

## Sport
La città vanta un club che milita in Meistriliiga, il massimo campionato calcistico estone, il Kalev Sillamäe.